# OR51M1
OR51M1 (англ. Olfactory receptor family 51 subfamily M member 1) – білок, який кодується однойменним геном, розташованим у людей на короткому плечі 11-ї хромосоми. Довжина поліпептидного ланцюга білка становить 326 амінокислот, а молекулярна маса — 36 669.
| 10         |  | 20         |  | 30         |  | 40         |  | 50         |
| ---------- |  | ---------- |  | ---------- |  | ---------- |  | ---------- |
| MSVQYSLSPQ |  | FMLLSNITQF |  | SPIFYLTSFP |  | GLEGIKHWIF |  | IPFFFMYMVA |
| ISGNCFILII |  | IKTNPRLHTP |  | MYYLLSLLAL |  | TDLGLCVSTL |  | PTTMGIFWFN |
| SHSIYFGACQ |  | IQMFCIHSFS |  | FMESSVLLMM |  | SFDRLVAICH |  | PLRYSVIITG |
| QQVVRAGLIV |  | IFRGPVATIP |  | IVLLLKAFPY |  | CGSVVLSHSF |  | CLHQEVIQLA |
| CTDITFNNLY |  | GLMVVVFTVM |  | LDLVLIALSY |  | GLILHTVAGL |  | ASQEEQRRAF |
| QTCTAPLCAV |  | LVFFVPMMGL |  | SLVHRFGKHA |  | PPAIHLLMAN |  | VYLFVPPMLN |
| PIIYSIKTKE |  | IHRAIIKFLG |  | LKKASK     |  |            |  |            |

A: Аланін

C: Цистеїн

D: Аспарагінова кислота

E: Глутамінова кислота

F: Фенілаланін

G: Гліцин

H: Гістидин

I: Ізолейцин

K: Лізин

L: Лейцин

M: Метіонін

N: Аспарагін

P: Пролін

Q: Глутамін

R: Аргінін

S: Серин

T: Треонін

V: Валін

W: Триптофан

Кодований геном білок за функціями належить до рецепторів, g-білокспряжених рецепторів, білків внутрішньоклітинного сигналінгу. 
Локалізований у клітинній мембрані.